# Чучмай Максим

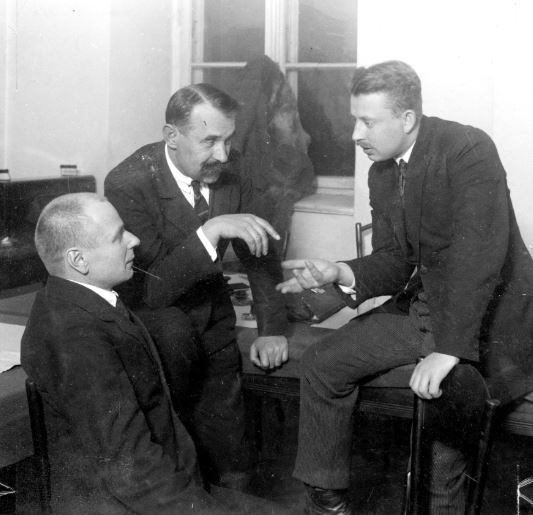
Українські депутати Польського сейму. Зліва на право: Максим Чучмай, Сергій Козицький, Павло Васиньчук. 1924 рік.

Максим Чучмай (нар. 25 серпня 1887, Дранча-Руська, пом. травень 1936, Дубно) — український політик і громадський діяч Польської Республіки, депутат Сейму I і II скликань.

## Життєпис
Походив із православної землеробської сім'ї. Закінчив вчительську школу у Почаєві та курси підприємництва в Житомирі.
У 1917-1918 роках був гласним земської ради Дубенського повіту.
Писав статті для видань «Наше життя» (Холм) і «Життя».
У 1922-1930 рр. мав мандат депутата Сейму від Кременецького і Пінського округів, представляв українських радикалів із Сель-Роба.
У квітні 1923 року обраний до спеціальної комісії з питань стану охорони польських кордонів.
У Сеймі 1-го скликання подав близько 50 депутатських запитів із питань, пов'язаних із життям українців у Польщі.